# Bodil Hagbrink
Bodil Hagbrink född 4 september 1936, är en svensk konstnär och illustratör.

## Priser och utmärkelser
- Elsa Beskow-plaketten 1991[1]